# Mon amour pour toi
Chansons représentant la Belgique au Concours Eurovision de la chanson
Hou toch van mij
(1959) September, gouden roos
(1961)
Mon amour pour toi est une chanson interprétée par le chanteur belge Fud Leclerc et dirigée par Henri Segers pour représenter la Belgique au Concours Eurovision de la chanson 1960 qui se déroulait à Londres, au Royaume-Uni. C'est la troisième des quatre fois que Leclerc participe pour la Belgique.

## À l'Eurovision
Elle est intégralement interprétée en français, une des langues nationales du pays, comme le veut la coutume avant 1966.
Il s'agit de la cinquième chanson interprétée lors de la soirée, après Katy Bødtger qui représentait le Danemark avec Det var en yndig tid et avant Nora Brockstedt qui représentait la Norvège avec Voi Voi. À l'issue du vote, elle a obtenu 9 points, se classant 6e sur 13 chansons,.